# スターライト・キッズ
スターライト・キッズ 
1. 1990年3月に偕成社より刊行された、蜂屋誠一作、渡辺ひろし・渡辺けいこ絵による、児童対象の小説（ISBN 4-03-635440-X）。2との関係性はない。
2. 1988年にTBSテレビで放送された、光GENJI主演のテレビドラマ。本項目で詳述する。

『スターライト・キッズ 新・北斗七星伝説』（スターライトキッズ しんほくとしちせいでんせつ）は、
1988年10月11日の20:00 - 21:54にTBSで、「火曜ロードショー特別企画 光GENJIドラマスペシャル」として放送された、光GENJI主演の単発テレビドラマである。

## 概要
クラシック音楽以外の禁じられた街「凄ノ王市」（架空の都市。スサノオノミコトの生誕の地という設定、音楽統制は住民だけでなく旅行者にも適用される。また、市から出ることも制限がある）を舞台とし、歌と踊りの好きな若者たちが自由を取りもどすまでをミュージカル仕立てで描く。光GENJIのシングル・アルバム楽曲が、ラストシーンなど要所で有効に活用されている。なおストーリー中において「北斗七星から7人の少年がやってきて人々の悩みや苦しみを救う」という伝説が語られており、タイトルはそれに由来する。

## キャスト
- 忍：内海光司

俊樹とは以前にバンドを組んでいた。
- 俊樹：大沢樹生

忍とは以前にバンドを組んでいた。
- タケル：諸星和己

ローラースケートで一人旅をしている風来坊。
- 健治：佐藤寛之

茂と一緒にサイクリングで旅をしている。
- 茂：山本淳一

健治と一緒にサイクリングで旅をしている。
- 正之：赤坂晃
- 道生：佐藤敦啓
- 美香：高岡早紀

忍の妹。
- 須藤：内田裕也

SSP隊長。「人を思いやる心がお前たちの弱点」と若者たちを嘲笑する。役職は作中では「SSPのキャプテン」と呼称され、黒地に銀の縁取りの制服と制帽・サングラスを着用。幹部会議に出席する。ちなみに一般隊員は黒のライダースーツにフルフェイスヘルメットという出で立ちで、手錠などを標準装備している。装備品の手錠は強度に優れたもので、切断するためにはガスバーナーなどを必要とするほどである。
- 恵子：中尾ミエ

凄ノ王市市長。
- 望月：伊東四朗

忍の父でSSP長官。白の制服と制帽を着用する。妻にいいように振り回されている。
- 宝田：井上順

運び屋。
- 千鳥：高樹沙耶

SSPに追われてる茂を助ける。実は、望月の秘書。
- 声楽家：黒柳徹子

劇中の音楽番組に出演。地元出身であることが劇中番組内で取り上げられた。
- 喜代：初井言榮

忍の祖母。
- 松澤一之、川俣しのぶ　ほか

## スタッフ
- 脚本：吉本昌弘
- プロデューサー：田代誠、伊藤一尋
- 演出：田代誠
- 製作著作：TBS

| スタブアイコン | サブスタブ | この項目は、まだ閲覧者の調べものの参照としては役立たない、テレビ番組に関連した書きかけの項目です。この項目を加筆・訂正などしてくださる協力者を求めています（P:テレビ/PJ:放送または配信の番組）。 |